# Bacillus pumilus
Bacillus pumilus (von lateinisch pumilus „der Zwerg“) ist ein sehr kleines Bakterium mit hoher Beweglichkeit. Es bildet Sporen aus, die zentral bis terminal in der Zelle gelagert sind. Die Art ist mesophil, wächst jedoch auch bei 10 °C, teils sogar zwischen 5 und 7 °C. Natürlicherweise kommt es in Boden, Oberflächenwasser und abgestorbenen Pflanzenmaterial vor. Auf Lebensmitteln tritt es in erster Linie als Verderbnisorganismus auf. Ungesäuertes Brot zeigt ein fruchtiges Aroma und Veränderung der Krume bis zum Fadenziehen und Schleimbildung auf. Bei pasteurisierter Milch und ESL-Milch kommt es zum Verderb durch Koagulation des Caseins. Milchmischgetränke, UHT-Milch, Pudding verderben ebenfalls unter Koagulation des Caseins. Durch Proteolyse resultiert zusätzlich noch ein bitterer Geschmack. B. pumilus kann das Toxin Pumilacidin bilden und in seltenen Fällen Lebensmittelvergiftungen verursachen. Es wurde von Isolaten berichtet, die das cesB-Gen von Bacillus cereus tragen und emetische Toxine bilden können. B. pumilus ist resistent gegenüber Reinigungen mit Wasserstoffperoxid. In der Landwirtschaft wird es als Bodenhilfsstoff eingesetzt. Das Genom ist vollständig sequenziert. Gemäß Europäischem Arzneibuch ist Bacillus pumilus als Prüfkeim für Sterilisationsverfahren mit ionisierender Strahlung geeignet.